# Pelochrista
Pelochrista is een geslacht van vlinders van de familie bladrollers (Tortricidae), uit de onderfamilie Olethreutinae.

## Soorten
- P. agrestana (Treitschke, 1830)
- P. alexinschiana (Peiu & Nemes, 1968)
- P. apheliana (Kennel, 1901)
- P. arabescana (Eversmann, 1844)
- P. argenteana (Walsingham, 1895)
- P. aureliana Popescu-Gorj, 1984
- P. bleuseana (Oberthur, 1888)
- P. buddhana (Kennel, 1919)
- P. caecimaculana - Knoopkruidknoopvlekje (Hübner, 1799)
- P. caementana (Christoph, 1872)
- P. cannatana Trematerra, 2000
- P. collilonga Blanchard & Knudson, 1984
- P. commodestana Rössler, 1887
- P. confidana (Chrétien, 1915)
- P. congeminata Obraztsov, 1967
- P. corneliana (Kennel, 1918)
- P. corosana (Walsingham, 1884)
- P. chanana (Staudinger, 1900)
- P. daemonicana (Heinrich, 1923)
- P. dagestana Obraztsov, 1949
- P. danilevskyi Kostyuk, 1975
- P. decolorana (Freyer, 1842)
- P. dernina (Turati, 1930)
- P. dira Razowski, 1972
- P. disquei (Kennel, 1901)
- P. duercki (Osthelder, 1941)
- P. durcki (Osthelder, 1941)
- P. edrisiana (Chrétien, 1922)
- P. elegantana (Kennel, 1901)
- P. eversmanni (Kennel, 1901)
- P. expolitana (Heinrich, 1923)
- P. figurana Razowski, 1972
- P. fratruelis (Heinrich, 1923)
- P. fulvostrigana (Constant, 1888)
- P. fuscosparsa (Walsingham, 1895)
- P. fusculana (Zeller, 1847)
- P. grammana (Constant, 1884)
- P. griseolana (Zeller, 1847)
- P. hepatariana (Herrich-Schäffer, 1851)
- P. huebneriana (Lienig & Zeller, 1846)
- P. idahoana (Kearfott, 1907)
- P. idotatana (Kennel, 1901)
- P. infidana (Hübner, 1824)
- P. inignana (Kennel, 1901)
- P. invisitana Kuznetsov, 1986
- P. jodocana (Kennel, 1918)
- P. kuznetzovi Kostyuk, 1975

- P. labyrinthicana (Christoph, 1872)
- P. latericiana (Rebel, 1919)
- P. latipalpana (Razowski, 1967)
- P. lineolana Kuznetsov, 1964
- P. maculiferana (Kennel, 1900)
- P. mancipiana (Mann, 1855)
- P. marmaroxantha (Meyrick, 1937)
- P. medullana (Staudinger, 1879)
- P. metariana (Heinrich, 1923)
- P. metria Falkovitsh, 1964
- P. modicana (Zeller, 1847)
- P. mollitana (Zeller, 1847)
- P. notocelioides Oku, 1972
- P. obscura Kuznetsov, 1978
- P. obstinatana (Kennel, 1901)
- P. occipitana (Zeller, 1875)
- P. ornamentana (Rebel, 1916)
- P. ornata Kuznetsov, 1967
- P. palousana (Kearfott, 1907)
- P. palpana (Walsingham, 1879)
- P. pallidipalpana (Kearfott, 1905)
- P. passerana (Walsingham, 1879)
- P. perpropinqua (Heinrich, 1929)
- P. pfisteri (Obraztsov, 1952)
- P. pinxana Kuznetsov, 1976
- P. pollinaria Diakonoff, 1971
- P. popana (Kearfott, 1907)
- P. praefractana (Kennel, 1901)
- P. reversana (Kearfott, 1907)
- P. rorana (Kearfott, 1907)
- P. ruschana (Obraztsov, 1943)
- P. scintillana (Clemens, 1865)
- P. sordicomana (Staudinger, 1859)
- P. subterminana (Erschoff, 1877)
- P. subtiliana (Jackh, 1960)
- P. succineana (Kennel, 1901)
- P. tahoensis (Heinrich, 1923)
- P. tholera Falkovitsh, 1964
- P. tibetana (Caradja, 1939)
- P. tolerans (Meyrick, 1930)
- P. tornimaculana (Zerny, 1935)
- P. trisignana Nolcken, 1870
- P. turiana (Zerny, 1927)
- P. umbraculana (Eversmann, 1844)
- P. vandana (Kearfott, 1907)
- P. womonana (Kearfott, 1907)
- P. zomonana (Kearfott, 1907)